# Snow (альбом Spock’s Beard)
Snow — шестой студийный альбом американской группы Spock’s Beard, выпущенный в 2002 году. Последняя пластинка группы, записанная с участием Нила Морса, который покинул Spock’s Beard по религиозным причинам.

## Список композиций
Автор всех слов и музыки Нил Морс, если не указано иное.

### Диск 1
| №   | Название                           | Автор(ы)           | Длительность |
| --- | ---------------------------------- | ------------------ | ------------ |
| 1.  | «Made Alive/Overture»              |                    | 5:32         |
| 2.  | «Stranger in a Strange Land»       |                    | 4:29         |
| 3.  | «Long Time Suffering»              |                    | 6:03         |
| 4.  | «Welcome to NYC»                   |                    | 3:32         |
| 5.  | «Love Beyond Words»                |                    | 3:24         |
| 6.  | «The 39th Street Blues (I'm Sick)» |                    | 4:05         |
| 7.  | «Devil's Got My Throat»            |                    | 7:17         |
| 8.  | «Open Wide the Flood Gates»        |                    | 6:14         |
| 9.  | «Open the Gates Part 2»            |                    | 3:02         |
| 10. | «Solitary Soul»                    | Алан Морс, Н. Морс | 7:33         |
| 11. | «Wind at My Back»                  |                    | 5:12         |

### Диск 2
| №   | Название                                                    | Автор(ы)                                                   | Длительность |
| --- | ----------------------------------------------------------- | ---------------------------------------------------------- | ------------ |
| 1.  | «Second Overture»                                           | А. Морс, Н. Морс, Рио Окумото, Дейв Мерос, Ник Д’Вирджилио | 3:47         |
| 2.  | «4th of July»                                               | А. Морс, Н. Морс, Окумото, Мерос, Д’Вирджилио              | 3:11         |
| 3.  | «I'm the Guy»                                               |                                                            | 4:48         |
| 4.  | «Reflection»                                                |                                                            | 2:49         |
| 5.  | «Carie»                                                     |                                                            | 3:06         |
| 6.  | «Looking for Answers»                                       | Д’Вирджилио                                                | 5:17         |
| 7.  | «Freak Boy»                                                 |                                                            | 2:12         |
| 8.  | «All Is Vanity»                                             |                                                            | 4:35         |
| 9.  | «I'm Dying»                                                 |                                                            | 5:09         |
| 10. | «Freak Boy Part 2»                                          |                                                            | 3:01         |
| 11. | «Devil's Got My Throat Revisited»                           |                                                            | 1:55         |
| 12. | «Snow's Night Out»                                          |                                                            | 2:04         |
| 13. | «Ladies and Gentlemen, Mister Ryo Okumoto on the Keyboards» |                                                            | 2:40         |
| 14. | «I Will Go»                                                 |                                                            | 5:08         |
| 15. | «Made Alive Again/Wind at My Back»                          |                                                            | 8:27         |

### Диск 3
| №   | Название                                                        | Автор(ы)                   | Длительность |
| --- | --------------------------------------------------------------- | -------------------------- | ------------ |
| 1.  | «South Side of the Sky»                                         | Джон Андерсон, Крис Сквайр | 9:11         |
| 2.  | «The Good Don't Last/Open Wide the Flood Gates» (Live acoustic) |                            | 11:26        |
| 3.  | «Working on 'Devil/Fiddly/Disco»                                |                            | 4:41         |
| 4.  | «Looking for Answers» (Live acoustic)                           |                            | 4:59         |
| 5.  | «Stranger in a Strange Land» (демо)                             |                            | 2:34         |
| 6.  | «4 O'Clock»                                                     |                            | 0:24         |
| 7.  | «Working on Ryo's Solo»                                         |                            | 7:42         |
| 8.  | «Lost Bass Solo»                                                |                            | 2:01         |
| 9.  | «The Light» (Live acoustic)                                     |                            | 6:08         |
| 10. | «Working on I Will Go»                                          |                            | 2:10         |
| 11. | «Wind at My Back»                                               |                            |              |

## Участники записи
Spock’s Beard
- Нил Морс — вокал, фортепиано, синтезатор, акустическая гитара
- Алан Морс — электрогитара, виолончель, бэк-вокал
- Рио Окумото — орган Хаммонда, меллотрон, Minimoog, Jupiter 8, вокодер
- Дейв Мерос — бас-гитара, валторна, бэк-вокал
- Ник Д’Вирджилио — ударные, перкуссия, вокал на «Carie» и «Looking for Answers», бэк-вокал

Приглашённые музыканты
- Нил Розенгарден — флюгельгорн, труба
- Джим Хоук — саксофон, кларнет, автоарфа
- Крис Кармайкл — виолончель, альт, скрипка
- Молли Пасутти — бэк-вокал на «Open the Gates Part 2»

Производство
- Spock’s Beard — продюсирование
- Рич Маузер — звукоинженер, микширование
- Ник Д’Вирджилио — звукоинженер
- Кен Лав — мастеринг

Оформление
- Томас Эверхард — дизайн обложки
- Уильям Шорт — фотографии

## Позиция в чартах
| Год  | Страна     | Чарт                     | Позиция |
| ---- | ---------- | ------------------------ | ------- |
| 2002 | Германия   | GfK Entertainment Charts | 24      |
| 2002 | Нидерланды | MegaCharts               | 100     |